# جي بي ريس
جيمس باتريك ريس (بالإنجليزية: James Patrick Reese؛ مواليد 21 ديسمبر 1980) هو مُقاتل فنون قتالية مختلطة أمريكي.

## وصلات خارجية
- جي بي ريس على موقع بيلاتور (الإنجليزية)
- جي بي ريس على موقع شيردوغ (الإنجليزية)
- جي بي ريس على موقع IMDb (الإنجليزية)